# USS Corwin (1849)
USS Corwin – był okrętem parowym przejętym przez Marynarkę Unii podczas Wojny secesyjnej. Używany podczas wojny do patrolowania wód Konfederacji aby blokować możliwość handlu morskiego.

## Okręt U.S. Coast Survey przekazany do Union Navy
„Corwin” był kanonierką bocznokołową, drewnianym okrętem parowym zbudowanym w Filadelfii w Pensylwanii dla U.S. Coast Survey w 1849 roku. Przeniesiony do  U.S. Revenue Service w kwietniu 1861. Ponownie przeniesiony do Departamentu Marynarki do specjalnego przeznaczenia we wrześniu 1961 roku pod dowództwem porucznika Thomasa S. Phelpsa.

## Przydzielony do Blokady Północnego Atlantyku
Jednostka o wyporności 340 ton została uzbrojona w dwa średnie działa 32 funtowe oraz dwa 12 funtowe. Patrolowała wybrzeże Karoliny Północnej. W dniu 14 listopada 1861 „Corwin” odparł CSS „Curlew” w Estuarium Hatteras Inlet. Pierwszego kwietnia 1862 roku wstąpił do North Atlantic Blockading Squadron do służby w Hampton Roads i wodach przyległych. W dniu 13 lipca wycofany i przeniesiony do prac badawczych na rzece Potomak.
„Corwin” udzielał skutecznej pomocy parowcowi „Quinnebaug”, który utknął na mieliźnie w pobliżu Beaufort w Karolinie Północnej 22 lipca 1865.

## Powojenny zwrot jednostki doU.S. Coast Survey
Statek zwrócono do  U.S. Coast Survey, Departament Skarbu po wojnie.